# James Toback
James Toback (Manhattan, Nova York, 23 de novembro de 1944) é um diretor e roteirista de cinema dos Estados Unidos.
Toback dirigiu os filmes de sucesso como The Pick-up Artist ou Black and White, havendo sido indicado ao Oscar de melhor roteiro original por Bugsy.
Em outubro de 2017 o Los Angeles Times informou que trinta e oito mulheres acusavam Toback por assédio sexual, dando início a mais um dos escândalos do gênero no meio cinematográfico no bojo do Movimento Me Too.

## Assédios
Segundo apurou o L.A. Times, Toback se aproximava de mulheres em locais públicos como filas de banco, no Central Park, e as abordava com frases como  “Meu nome é James Toback. Eu sou um diretor de cinema. Você já viu 'Black and White' ou 'Two Girls and a Guy'?”, ou se vangloriando de ser amigo de Robert Downey Jr. a quem dirigiu por três vezes e, se não acreditavam, mostrava um recorte de notícia para comprovar. Feito esse contato inicial, ele dizia que era necessário uma entrevista particular e levava as mulheres para locais como quartos de hotéis, trailers de filmagem ou em partes menos movimentadas de locais públicos fazia perguntas sexuais e se masturbava sobre as vítimas.
A matéria identificou, ainda, que já desde 1989 ele fora objeto de matéria na revista Spy, onde havia relatos "mais sombrios de comportamento assustador" pelo diretor.